# Gacharic Spin
Gacharic Spin est un groupe de heavy metal féminin japonais, originaire de Tokyo, Formé en 2009, le groupe mêle hard rock, metal et dance. Il est actuellement composé de six musiciennes.
En 2012, F Chopper KOGA, Hana, Tomo-zo et Oreo Reona s'associent à Fuki (Light Bringer, Unlucky Morpheus) pour former le groupe de rock féminin Doll$Boxx.

## Biographie

### Débuts (2009–2012)
En 2009, F Chopper KOGA décide de créer un nouveau groupe de rock avec son ancienne camarade de classe au lycée, Hana, à la suite de la dissolution du groupe The Pink Panda. Elles sont rejointes par EITA en tant que guitariste et Armmy tant que chanteuse. Les quatre filles qui formeront le groupe de rock féminin Gacharic Spin sous le label Juicy Girls Records sous-label de Universal Music Japan.
Peu après cette formation, le groupe se lance dans une grande tournée au Japon, aboutissant au Tokyo Harajuku Astro hall en octobre 2009. Il s'agit de son 1er live tour nommé Across the Now!. Eita démissionne du groupe en novembre 2009. Tomo-Zo, ex-membre du groupe Eu-Phoria, passe une audition et la remplace en décembre 2009 en tant que nouvelle guitariste du groupe. 
Le groupe sort son premier single le 5 mars 2010 intitulé Lock On !! puis repart sur les routes du Japon pour une seconde tournée qui elle aboutira à Tokyo au Roppongi Morph. Le groupe sorte son second single Hunting Summer en juin 2010 puis leur troisième Yukinaku-Setsunaku-Melody en septembre de la même année.
De leur côté, Koga, Tomo-Zo et Hana, sortent leurs propres DVD d'apprentissage qui seront fortement appréciés par la critique nipponne. Un an après, Gacharic Spin apparaît aux Music Japan de la chaîne NHK aux côtés de Aikawa Nanase. Elles participent aussi au projet Hatsune Miku (初音ミク) -Project Diva- extend sur PlayStation Portable en tant qu’actrices de capture de mouvement. Peu après, tout le groupe participe en tant qu'invité à Anime Matsuri à Houston, aux États-Unis, en mars 2011 ; il s’agit alors de son 1er live à l’étranger.
Le groupe sort son premier EP Virgin-A le 25 septembre 2011. Elles font une apparition au Dongducheon Rock Festival (Soyo Rock Festival) en Corée du Sud en octobre.
En février 2012, Gacharic Spin travaille en collaboration avec les AKB48 sur le 25e single du groupe d’idoles Give Me Five!. En mars 2012, Armmy, la chanteuse principale décide de quitter le groupe en raison de problèmes de santé. Elle sera remplacée par la claviériste et ancienne collègue de Tomo-zo de Eu-Phoria, Oreo Reona, qui assurera le clavier et même le chant avec Hana. S'ajoutent notamment dans le groupe deux danseuses, Mai et Arisa, peu après pour les concerts et les clips vidéos du groupe ; elles sont créditées sous le nom de Gacha Gacha Dancers. Durant cette même année, les musiciennes forment en parallèle un groupe dérivé Doll$Boxx avec la chanteuse Fuki du groupe de metal Light Bringer et Unlucky Morpheus. Dans ce groupe, c'est Fuki qui s'occupe de tout : elle est la chanteuse principale, la leader, elle écrit les chansons et s'occupe notamment du site officiel de ce nouveau groupe. Dans la même année, Gacharic Spin se produit lors d’une tournée européenne et lors du festival JapaNîmes à Nîmes, en France entre mai et juin 2012.

### Delicious(2013)
Gacharic Spin publie son premier album studio intitulé Delicious, dans lequel est incluse une nouvelle version de son tout premier single. Il est publié le 6 mars 2013, et se classe 78e à l'Oricon.
Elles reviennent en France pour participer à la Japan Expo 2014 à Paris Nord Villepinte en juillet 2014,,,.

### Winner(2014)

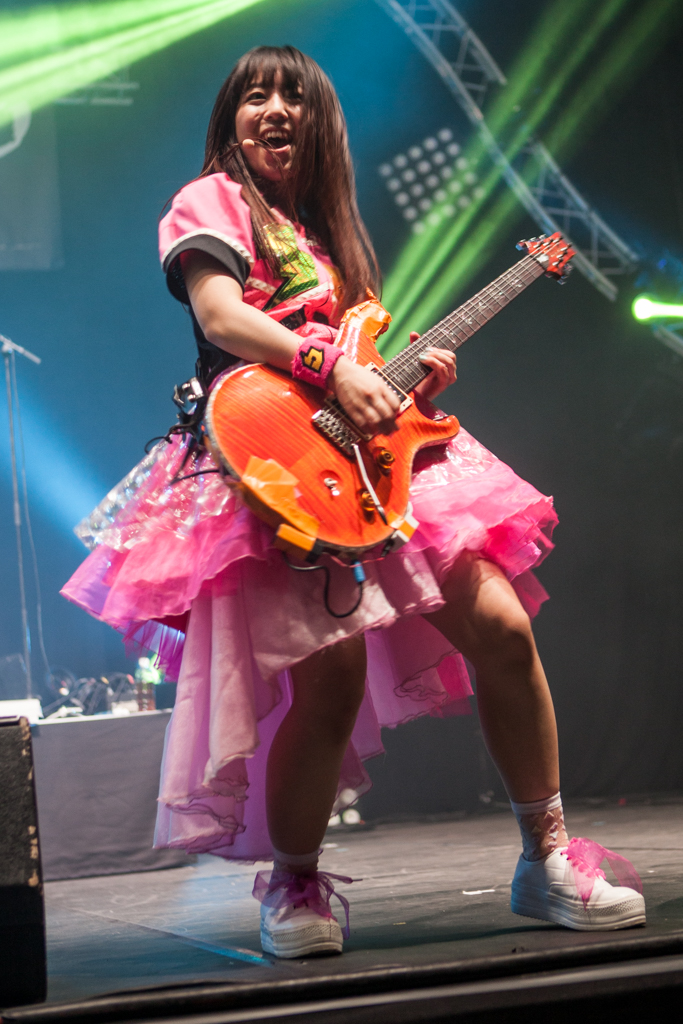
Tomo-Zo avec Gacharic Spin sur scène en 2014.

Les Gacharic Spin font leurs débuts en major le 1er octobre 2014 avec l’album Gachatto Best (2010-2014) (ガチャっとBEST＜2010 – 2014＞) sorti sous le label Victor Entertainment. Il marque les débuts en major du groupe et inclut les plus grands hits des Gacharic Spin sortis sous un label indépendant entre 2010 et 2014. L’édition normale contient 13 chansons dont des versions réenregistrées. Les éditions limitées G et S incluent deux titres bonus. Elles sont accompagnées d’un DVD contenant des clips et des vidéos bonus.
Le 1er single en major du groupe Sekira Liar / Tokenai Candy (赤裸ライアー / 溶けないCandy) sera mis en vente en février 2015. La chanson co-face A Tokenai Candy la chanson thème de l’ending de l’anime Tenkai Knights. De plus, Gacharic Spin se produira lors d’une tournée de concerts de mars à mai 2015. Le dernier concert de cette tournée aura lieu le 3 mai 2015 au Shibuya Public Hall à Tokyo. Leur deuxième single en major, Don't Let Me Down, en vente en  juin 2015, est la chanson thème du générique de fin de la série d’animation Dragon Ball Kai.
La danseuse Arisa annonce sa graduation en juillet 2015.

### Nouveaux albums (depuis 2015)
Music Battler, leur troisième album studio, est publié le 30 septembre 2015.
Kakujitsu Hendō -KAKUHEN- (確実変動 -KAKUHEN-), leur quatrième album studio, est publié le 7 septembre 2016.
G-litter, leur cinquième album studio est publié le 11 avril 2018.
Gold Dash, leur sixième album studio est publié le 11 mars 2020.
Gacharic Spin (self titled), leur septième album studio est publié le 8 septembre 2021. L'album est auto produit, et toujours publié chez Victor Entertainment.

## Membres

### Membres actuels
- F Chopper KOGA (F チョッパー KOGA) : De son vrai nom Michiko Koga (古賀美智子, Koga Michiko?), née le 22 décembre 1986 dans la Préfecture d'Aichi. Elle est la bassiste du groupe et occupe la même position dans Doll$Boxx. Elle a notamment été initialement membre du groupe The Pink Panda.
- Tomo-zo : De son vrai nom Tomoko Midorikawa (翠川智子, Midorikawa Tomoko?), née le 10 septembre 1988. Elle est la guitariste du groupe et fait le même travail dans le groupe féminin Doll$Boxx depuis 2010. Elle a été auparavant membre du groupe Eu-Phoria.
- Hana (はな ou 葉菜) : De son nom complet Hana Sano (佐野はな, Sano Hana?), née le 16 mai 1986 à Tokyo. Elle est batteuse, chanteuse et également guitariste depuis Gold Dash (uniquement batteuse dans Doll$Boxx). Elle est initialement guitariste du 12. Hitoe, guitariste et batteuse de Heian et bassiste de Armeria et The Spade 13.
- Oreo Reona (オレオレオナ) : De son vrai nom Reona Suzuki (鈴木玲緒奈, Suzuki Reona?), née le 10 novembre 1986. Arrivée avant la sortie du premier album studio en remplacement de EITA. Elle est la claviériste et chanteuse du groupe (uniquement claviériste dans Doll$Boxx). Elle a été auparavant membre du groupe Eu-Phoria.
- yuri : née le 6 mars 1995, elle rejoint le groupe sur l'album Gold Dash en tant que batteuse et chanteuse.
- Angelina 1/3 : née le 25 décembre 2001, elle rejoint le groupe sur l'album Gold Dash en tant que chanteuse et performer.

### Anciens membres
- Eita : Elle est l'ex-guitariste du groupe.
- Armmy : Membre fondatrice, ex-chanteuse principale et ex-leader du groupe. Elle décide de quitter le groupe en 2012 en raison de ses problèmes de santé. Elle décède en 2015 d'une maladie non-communiquée.
- Arisa : Ex-danseuse du groupe. Elle quitte le groupe en 2015 pour poursuivre ses études[10].
- Nenne : Ex-danseuse du groupe, quitte le groupe en 2017.
- Mai : Ex-danseuse du groupe, elle annonce qu'elle quitte le groupe en septembre 2018.

## DVD
- 3 avril 2011 - Gacharic Spin Live and Lesson
- 13 avril 2011 - Gacharic Spin 1st Anniversary LIVE – Shogeki! Shogeki? Show Geki – Kanzen Ban
- 23 octobre 2013 - Delicious Live DVD[12]
- 20 novembre 2013 - Delicious Live (DVD en édition limitée)
- 16 décembre 2015 - Sekira Liar Tour Final!!! 2015